# Консульська юрисдикція
Ко́нсульська юрисди́кція (англ. consular jurisdiction) — повноваження консульської установи в особі консула надавати правову оцінку юридичним фактам, засвідчувати правомірність вчинених дій та вирішувати інші правові питання стосовно юридичних і фізичних осіб своєї держави. Консульська установа захищає інтереси своєї держави, її громадян та організацій, контролює їх діяльність, стежить за виконанням фізичними та юридичними особами національного законодавства та дотриманням прав цих осіб.

## Консульський статут України
Консульський статут України визначає функції консульської служби, вони містять ознаки нормотворчої, виконавчої та судової юрисдикцій. За статтею 25 цього статуту, консул має інформувати громадян України у своєму консульському окрузі про законодавство держави перебування та місцеві звичаї. Всі його розпорядження мають обов'язкову чинність для громадян окремого консульського округу. Статті 21 та 28 статуту закріплюють ознаки судової юрисдикції консула — він зобов'язаний приймати від своїх та іноземних суб'єктів заяви та звернення, виконувати доручення слідчих або судових органів України. Виконавчу юрисдикцію закріплено у статтях 20, 23, 24, 26, 27, 40, 41, 42, 43 статуту. Вона є найбільшою за обсягом, виявляється у наданні допомоги та захисті інтересів громадян України, сприянні проведенню всеукраїнського референдуму та виборів, веденні військового обліку, повноважень з питань паспортів і віз, громадянства тощо.